# Lac Dufresnoy
Pour les articles homonymes, voir Dufresnoy.
Kakameonan Sagahigan
Le lac Dufresnoy ou Kakameonan Sagahigan est un plan d'eau douce situé dans la ville de Rouyn-Noranda, dans la région administrative de l'Abitibi-Témiscamingue, au Québec, au Canada.
La foresterie constitue la principale activité économique du secteur. Les activités récréotouristiques arrivent en second, notamment la villégiature qui s’est développée sur la rive Nord et la rive Ouest de la Baie Destor.
Le village Reneault est situé sur la rive Nord-Ouest du lac, du côté Est du Cours d’eau Aubert. Le bassin versant du lac Dufresnoy est desservi du côté Ouest par la route 101, du côté Nord par la route du rang du Parc, et du côté Est par le chemin du rang des Ponts.
Annuellement, la surface du lac est généralement gelée de la mi-novembre à la fin avril, néanmoins, la période de circulation sécuritaire sur la glace est habituellement de la mi-décembre à la mi-avril.

## Géographie
Les bassins versants voisins du lac Dufresnoy sont :
- côté nord : ruisseau Fortier, ruisseau Lépine, rivière Fréville ;
- côté est : Petit lac Dufresnoy, rivière Dufresnoy, rivière Kinojévis ;
- côté sud : lac D'Alembert, lac Routhier, lac Dufault, rivière Kinojévis ;
- côté ouest : lac Destor, rivière D'Alembert, rivière Lanaudière, lac Duparquet.

Le lac Dufresnoy comporte les dimensions suivantes : longueur : 11,0 km ; largeur : 2,5 km ; altitude : 276 m. Ce lac qui comporte 31 îles s’alimente des ruisseaux. La baie Destor est située dans la partie Nord-Ouest du lac.
L’embouchure du lac Dufresnoy est situé sur la rive Nord-Est du lac, soit à :
- 2,3 km à l’Ouest de l’embouchure du Petit lac Dufresnoy ;
- 12,6 km au Nord-Ouest de la confluence de la rivière Dufresnoy avec la rivière Kinojévis ;
- 20,3 km au Nord du centre-ville de Rouyn-Noranda ;
- 62 km au Nord-Ouest de la confluence de la rivière Kinojévis avec la rivière des Outaouais[1].

À partir de son embouchure, le courant traverse vers l’Est le Petit lac Dufresnoy, puis emprunte la rivière Dufresnoy qui coule sur 16,5 km jusqu’à la rivière Kinojévis. Cette dernière coule généralement vers le Sud et le Sud-Est en allant se déverser sur la rive Nord-Ouest de la rivière des Outaouais.

## Toponymie
Le lac était connu par les Anicinabek sous le nom de lac Kakameonan, qui signifie le lac du raccourci. Le terme Dufresnoy s'avère un patronyme de famille d'origine française. Ce nom a été attribué en fonction du canton dans lequel le lac est situé, le canton de Dufresnoy, proclamé en 1916. Ce patronyme a été attribué en l'honneur de Jean-Pierre-Chrétien Dufremoy ou Dufresnoy, capitaine de la compagnie Dufremoy du régiment Royal-Roussillon, de l'armée de Montcalm. Cet officier de l'armée française a été blessé à la bataille de Sainte-Foy en 1760.
L'hydronyme "lac Dufresnoy" a été officialisé le 5 décembre 1968 à la Commission de toponymie, soit à la création de la Commission.